# Joe Henderson (Pianist)
Joe Henderson (* 2. Mai 1920 in Glasgow, Schottland; † 4. Mai 1980) war ein britischer Klavierspieler, der während der 50er Jahre in Großbritannien als Joe „Mr. Piano“ Henderson große Popularität erlangte.

## Leben und Wirken
Seine Mutter brachte Joe das Klavierspielen bei; er wurde mit 15 schon Berufsmusiker und spielte in Tanzkapellen. Nach dem Krieg arbeitete er für den Musikverlag Peter Maurice. Während seiner Arbeit dort lernte er 1947 die Sängerin Petula Clark kennen. 1949 machte er Petula mit Alan A. Freeman bekannt, der gerade eine neue Plattenfirma gründete, die Polygon. Dort machte Petula ihre ersten Schallplattenaufnahmen.
1955 brachte Petula den Firmenchef dazu, Joe eigene Schallplatten aufnehmen zu lassen. Das brachte „Mr. Piano“ gleich zwei Hits ein: Sing It With Joe (Platz 14 in den Charts) und Sing It Again With Joe (Platz 18), beides Medleys beliebter Schlager.
Ungefähr zu dieser Zeit wurde aus Petula und Joe privat ein Paar. Die Romanze ging ein paar Jahre lang und gipfelte beruflich in einer wöchentlichen BBC-Radio-Sendereihe, in der sie gemeinsam auftraten. 1994 wurde ein 14-Minuten-Medley wiederentdeckt, in dem Petula singt, während Joe Klavier spielt. Es wurde auf dem Album Petula Clark – The Nixa Years Volume 2 veröffentlicht. Die Aufnahme stammt vermutlich aus dem Jahre 1958.
Die Öffentlichkeit spekulierte bereits über eine Hochzeit von Joe und Petula. Doch da Petula immer mehr ins Licht der Öffentlichkeit drängte und bereits in Frankreich, wie auch bald in Großbritannien, auf dem Weg zum Star war, beendete Joe die Liaison. Angeblich wollte er nicht “Mr. Petula Clark” werden. 1962 schrieb er über ihre Trennung einen Song (There's Nothing More to Say – dt.: „Es gibt nichts mehr zu sagen“) für Petulas LP In Other Words.
Joes größter Hit war Trudie, der 1958 Platz 14 in den Plattenverkaufs-Charts wurde und auf Nummer 1 der Hitlisten der verkauften Notenblätter kletterte (und bei dieser so genannten sheet music der größte Hit des Jahres wurde). Das Lied gewann auch einen Ivor Novello Award. Nach Trudie folgten jedoch nur noch zwei kleinere Hits, Treble Chance (1959) und Ooh! La! La! (1960). Alle wurden unter dem Namen Joe “Mr. Piano” Henderson veröffentlicht.
In den 1960er und 1970er Jahren brachte Joe Henderson weiter Schallplatten heraus und gab auch Konzerte, bis er zwei Tage nach seinem 60. Geburtstag an einem Herzinfarkt starb.